# Tsoltim Ngima Shakabpa
Tsoltim Ngima Shakabpa (tibétain : ཞྭ་སྒབ་པ་ཚུལ་ཁྲིམས་ཉི་མ, Wylie : zhwa sgab pa tshul khrims nyi ma ; né à Lhassa au Tibet, 7 septembre 1943-) est un banquier, militant, écrivain et poète tibétain, un des premiers à écrire en anglais, composant des poèmes dans cette langue dès 1967. Fils du ministre tibétain des finances Tsepon W. D. Shakabpa, il a quitté le Tibet en 1950 pour étudier au collège Saint-Joseph de Darjeeling en Inde avant de travailler pour le gouvernement tibétain en exil et de s'installer aux États-Unis où il est naturalisé américain.  

## Biographie
Tsoltim Ngima Shakabpa est le plus jeune fils du ministre des finances du gouvernement tibétain de 1939 à 1950 Tsepon W. D. Shakabpa. Il a fait ses études au Tibet qu'il quitte en 1950, puis en Inde au collège Saint-Joseph de Darjeeling et aux États-Unis.
Il travaille pour le gouvernement tibétain en exil en Inde en tant que directeur général de la Tibetan Industrial Rehabilitation Society fondée en octobre 1965 par le gouvernement de l'Inde, le gouvernement tibétain en exil et des agences d'aide étrangères, et réhabilite 7 000 réfugiés tibétains dans des camps agro-industriels en Himachal Pradesh. 
Il s'installe à Cranford (New Jersey) aux États-Unis où il est naturalisé américain et vit avec son épouse américaine. Il y devient banquier international pour la Republic National Bank of New York dont il fut vice-président adjoint basé à Hong-Kong avant d'être nommé vice-président principal en 1985 , puis président à  Corpus Christi (Texas) jusqu'à ce qu'on lui diagnostique un cancer de l'estomac en 1993. Il lutte et recouvre la santé grâce à la méditation et à la médecine occidentale. Selon ses médecins, toute trace de cancer avait disparu. Cependant, il est éprouvé de nouveau par un accident vasculaire cérébral en 1999. 
Malgré ces revers, il devient président de la Tibetan Association of Washington et fonde le festival TibetFest à Seattle dans l'État de Washington. 
Il continue à composer des poèmes et publie en 2002 son premier recueil en catalan, Records d'un Tibetà chez Pagès Editors (université de Lérida), une maison d'édition espagnole, puis en anglais en 2003. En avril 2002, il reçoit le prix du rédacteur en chef pour ses réalisations en poésie de la Bibliothèque internationale de la poésie. Tout en adoptant une attitude saine envers la vie, il continue à lutter pour l'indépendance du Tibet, s'interrogeant sur l'autonomie du Tibet demandée par le gouvernement tibétain en exil à la Chine, qui ne pourrait offrir une liberté aussi grande que celle dont jouissent les réfugiés tibétains dans le monde de nos jours.
En 2007, il obtient un prix du collège Saint-Joseph de Darjeeling.
En 2011, il est un des poètes tibétains à participer à 100 Thousand Poets for Change (en).
Il a un fils, Wangchuk D. Shakabpa, et une fille, Pema Yudon Shakabpa, et vit avec sa femme, Margaret Hennessy Shakabpa, en Californie.

## Accueil critique
Pour le professeur en études religieuses et tibétologue Derek F. Maher, Tsoltim Ngima Shakabpa se place au-delà d'une sensibilité spécifiquement bouddhiste tibétaine atteignant l'universalité de la condition humaine quand il parle d'espoir face à la vieillesse et à la souffrance physique. Il transforme sa propre lutte avec les limites de son handicap dans un sentiment que tout le monde peut reconnaître, les douleurs qui accompagnent les pertes qui marquent toutes nos vies. Si un ton de tristesse marque ses poèmes, ils expriment aussi l'espoir et une détermination résolue à supporter, pour survivre et transcender. Tout comme son père Tsepön Shakabpa fut une voix pour le Tibet, son fils a trouvé un moyen de capturer de nombreuses facettes de l'expérience de l'exil, la perte d'une patrie vécue par les Tibétains et notre expérience humaine d'un autre exil, celui de notre propre passé plus idéale.
Dans sa thèse sur les poètes-militants tibétains contemporains, Kelly June Schultz fait remarquer que dans ses commentaires, Tsoltim Shakabpa, qu'elle considère comme un des écrivains tibétains majeurs, relie explicitement l'art au militantisme, encourageant les jeunes Tibétains à écrire en anglais et en mandarin ; l'anglais pour son attrait universel, et le mandarin pour « faire connaître au public chinois lettré la situation des droits politiques et humains des Tibétains », une langue qui « est certes parlée et lue par plus d'un milliard de personnes, mais qui subissent régulièrement un lavage de cerveau par la propagande du gouvernement Chinois. »
Les poèmes de Shakabpa ont été décrits (apparemment pas de façon défavorable) par le journaliste tibétain T. N. Khortsa comme « nostalgiques mais très américains ». Pour Robert Barnett, ces aspects transnationaux et l'utilisation de l'anglais cachent au cœur de ces poèmes les changements d'un mouvement plus historique, car derrière les vers de Tsoltim Shakabpa et des autres poètes tibétains résonnent de façon contemporaine et déracinée nombre des préoccupations vitales de son père dans la délégation envoyée en 1948 par le gouvernement du Tibet dans les capitales indienne, américaine, britannique et chinoise. La publication du recueil de poèmes Voice of Tibet représente pour Barnett une innovation et une continuité dans les efforts des Tibétains en exil appelant à la reconnaissance de leur identité et de leur situation dans l'évolution rapide du monde globalisé.

## Publications
- (en) Recollections of a Tibetan, avant-propos du Dalaï Lama, PublishAmerica, 2003,  (ISBN 1592865984 et 9781592865987)
- (en) Winds of Change: An Autobiography of a Tibetan, Paljor Publications, 2005
- (en) Odds and Ends, 2006
- (en) Voice of Tibet, préface Robert Barnett, Paljor Publications, 2006,  (ISBN 81-86230-57-2)
- (en) Dead People Talking, Paljor Publications, 2008
- (en) I Imagine, 2009
- (en) Being Tibetan 2010
- (en) Voices of the Voiceless, 2011